# Dru Smith
Dru Smith (Evansville, Indiana, 30 de diciembre de 1997) es un baloncestista estadounidense que pertenece a la plantilla de los Miami Heat de la NBA, con un contrato dual que le permite jugar también en el filial de la G League, los Sioux Falls Skyforce. Con 1,88 metros de estatura, juega en la posición de escolta.

## Trayectoria deportiva

### Universidad
Jugó dos temporadas con los Purple Aces de la Universidad de Evansville, en las que promedió 9,0 puntos, 3,0 rebotes, 3,6 asistencias y 1,4 robos de balón por partido. En su primera temporada fue incluido en el mejor quinteto freshman de la Missouri Valley Conference, mientras que en la segunda fue elegido como jugador más mejorado de la conferencia.
Tras su temporada sophomore fue transferido a los Tigers de la Universidad de Misuri, donde tras pasar el año en blanco que imponía la NCAA, jugó dos temporadas más, promediando 13,4 puntos, 3,9 rebotes, 3,9 asistencias y 2,1 robos de balón por partido. En su última temporada fue incluido en el mejor quinteto de la Southeastern Conference por los entrenadores y en el mejor quinteto defensivo.

#### Estadísticas
| Año     | Equipo     | PJ       | PT       | MPP      | %TC      | %3P      | %TL      | RPP      | APP      | ROB      | TPP      | PPP      |
| ------- | ---------- | -------- | -------- | -------- | -------- | -------- | -------- | -------- | -------- | -------- | -------- | -------- |
| 2016–17 | Evansville | 28       | 8        | 22.5     | .445     | .327     | .818     | 2.6      | 2.9      | .8       | .4       | 5.3      |
| 2017–18 | Evansville | 22       | 22       | 30.2     | .578     | .482     | .862     | 3.5      | 4.6      | 2.0      | .5       | 13.7     |
| 2018–19 | Missouri   | Redshirt | Redshirt | Redshirt | Redshirt | Redshirt | Redshirt | Redshirt | Redshirt | Redshirt | Redshirt | Redshirt |
| 2019–20 | Missouri   | 31       | 31       | 32.8     | .412     | .294     | .899     | 4.2      | 3.9      | 2.1      | .4       | 12.7     |
| 2020–21 | Missouri   | 26       | 26       | 34.1     | .442     | .398     | .833     | 3.5      | 3.8      | 2.1      | .3       | 14.3     |
| Total   | Total      | 107      | 87       | 29.9     | .459     | .373     | .865     | 3.5      | 3.8      | 1.7      | .4       | 11.4     |

### Profesional
Tras no ser elegido en el Draft de la NBA de 2021, disputó con los Miami Heat las ligas de verano de la NBA, y el 10 de septiembre firmó contrato con la franquicia. Fue cortado antes del comienzo de la temporada, y se unió a los Sioux Falls Skyforce de la G League como jugador afiliado. El 13 de octubre de 2022 firmó un contrato dual con los Miami Heat. Fue cortado el 13 de noviembre, pero regresó al equipo el 25 de noviembre, siendo cortado de nuevo el 11 de diciembre, tras haber disputado únicamente cinco encuentros con el primer equipo.
El 13 de enero de 2023 firmó un contrato dual con los Brooklyn Nets y su filial en la G League, los Long Island Nets.
En julio de 2023 regresa a Miami Heat con un contrato dual. El 21 de octubre cambió su contrato dual por uno convencional por dos temporadas. El 6 de marzo de 2024 fue despedido por los Heat, pero el 1 de julio firmó un nuevo contrato dual con los Heat. El 24 de diciembre, se anunció que había sufrido una ruptura del tendón de Aquiles que puso fin a su temporada. Hasta ese momento había sido una pieza clave en la rotación del equipo, jugando casi 20 minutos por encuentro en los 14 partidos disputados. A pesar del progreso en la recuperación su regreso se estableció para el comienzo de la 2025-26.

## Estadísticas de su carrera en la NBA

### Temporada regular
| Año     | Equipo   | PJ | PT | MPP  | %TC  | %3P  | %TL   | RPP | APP | ROB | TPP | PPP |
| ------- | -------- | -- | -- | ---- | ---- | ---- | ----- | --- | --- | --- | --- | --- |
| 2022-23 | Miami    | 5  | 1  | 13.4 | .357 | .167 | —     | 1.8 | 1.0 | .8  | .6  | 2.2 |
| 2022-23 | Brooklyn | 10 | 0  | 9.1  | .419 | .308 | 1.000 | 1.5 | 1.7 | .6  | .1  | 3.3 |
| 2023-24 | Miami    | 9  | 0  | 14.5 | .455 | .412 | 1.000 | 1.6 | 1.6 | 1.0 | .3  | 4.3 |
| 2024-25 | Miami    | 14 | 1  | 19.1 | .508 | .533 | .769  | 2.6 | 1.6 | 1.5 | .4  | 6.3 |
| total   | total    | 38 | 2  | 14.7 | .460 | .424 | .833  | 1.9 | 1.6 | 1.1 | .3  | 4.5 |